# Elezioni comunali in Abruzzo del 2025
Le elezioni comunali in Abruzzo del 2025 si sono tenute il 25 e 26 maggio (con ballottaggio l'8 e 9 giugno).

## Riepilogo sindaci eletti
Coalizione di centro-destra
     Coalizione di destra
     Commissario prefettizio
| Provincia | Comune  | Popolazione legale (censimento 2025) | Sindaco uscente | Sindaco uscente   | Sindaco eletto | Sindaco eletto        | Primo turno | Primo turno | Secondo turno | Secondo turno | Seggi   |
| Provincia | Comune  | Popolazione legale (censimento 2025) | Sindaco uscente | Sindaco uscente   | Sindaco eletto | Sindaco eletto        | Voti        | %           | Voti          | %             | Seggi   |
| --------- | ------- | ------------------------------------ | --------------- | ----------------- | -------------- | --------------------- | ----------- | ----------- | ------------- | ------------- | ------- |
| L'Aquila  | Sulmona | 21 646                               |                 | Ernesta D'Alessio |                | Luca Tirabassi (Ind.) | 6 948       | 55,47       | —             | —             | 11 / 16 |
| Chieti    | Ortona  | 21 959                               |                 | Gianluca Braga    |                | Angelo Di Nardo (FdI) | 3 512       | 26,93       | 6 447         | 62,07         | 10 / 16 |

## Provincia dell'Aquila

### Sulmona
|                               | Luca Tirabassi ✔️ Sindaco | 6 948                | 55,47 | Fratelli d'Italia       | 2 327  | 19,31 | 4  |  |  |
| Noi Moderati                  | Luca Tirabassi ✔️ Sindaco | 6 948                | 55,47 | 1 820                   | 15,10  | 3     |    |  |  |
| Sulmona al Centro             | Luca Tirabassi ✔️ Sindaco | 6 948                | 55,47 | 1 476                   | 12,25  | 2     |    |  |  |
| Forza Italia - PPE            | Luca Tirabassi ✔️ Sindaco | 6 948                | 55,47 | 1 090                   | 9,04   | 2     |    |  |  |
| Lega Salvini Abruzzo          | Luca Tirabassi ✔️ Sindaco | 6 948                | 55,47 | 503                     | 4,17   | –     |    |  |  |
| Unione di Centro              | Luca Tirabassi ✔️ Sindaco | 6 948                | 55,47 | 209                     | 1,73   | –     |    |  |  |
| Totale liste                  | Luca Tirabassi ✔️ Sindaco | 6 948                | 55,47 | 7 425                   | 61,61  | 11    |    |  |  |
|                               | Angelo Figorilli          | 3 935                | 31,41 | Partito Democratico     | 1 270  | 10,54 | 2  |  |  |
| Sulmona Città Futura          | Angelo Figorilli          | 3 935                | 31,41 | 997                     | 8,27   | 1     |    |  |  |
| SBIC - Sulmona Bene in Comune | Angelo Figorilli          | 3 935                | 31,41 | 628                     | 5,21   | 1     |    |  |  |
| Movimento 5 Stelle            | Angelo Figorilli          | 3 935                | 31,41 | 344                     | 2,85   | –     |    |  |  |
| Alleanza Verdi e Sinistra     | Angelo Figorilli          | 3 935                | 31,41 | 282                     | 2,34   | –     |    |  |  |
| Seggio di coalizione          | Seggio di coalizione      | Seggio di coalizione | 31,41 | 1                       |        |       |    |  |  |
| Totale liste                  | Angelo Figorilli          | 3 935                | 31,41 | 3 521                   | 29,22  | 4     |    |  |  |
|                               | Catia Puglielli           | 923                  | 7,37  | Convenzione Democratica | 295    | 2,45  | –  |  |  |
| Puglielli Sindaco             | Catia Puglielli           | 923                  | 7,37  | 243                     | 2,02   | –     |    |  |  |
| La Sulmona che Vogliamo       | Catia Puglielli           | 923                  | 7,37  | 47                      | 0,39   | –     |    |  |  |
| Totale liste                  | Catia Puglielli           | 923                  | 7,37  | 585                     | 4,85   | –     |    |  |  |
|                               | Nicola di Ianni           | 720                  | 5,75  | Metamorfosi             | 521    | 4,32  | –  |  |  |
| Totale                        | Totale                    | 12 526               | 100   |                         | 12 052 | 100   | 16 |  |  |
|                               |                           |                      |       |                         |        |       |    |  |  |
| Schede bianche                | Schede bianche            | 43                   | 0,33  |                         |        |       |    |  |  |
| Schede nulle                  | Schede nulle              | 267                  | 2,08  |                         |        |       |    |  |  |
| Votanti                       | Votanti                   | 12 836               | 59,58 |                         |        |       |    |  |  |
| Elettori                      | Elettori                  | 21 545               |       |                         |        |       |    |  |  |
|                               |                           |                      |       |                         |        |       |    |  |  |
| Fonte: Ministero dell'interno |                           |                      |       |                         |        |       |    |  |  |

### Bisegna
| Candidati | Candidati                    | II turno                 | II turno                 | I turno | I turno | Liste                                | Voti | %     | Seggi |
| Candidati | Candidati                    | Voti                     | %                        | Voti    | %       | Liste                                | Voti | %     | Seggi |
| --------- | ---------------------------- | ------------------------ | ------------------------ | ------- | ------- | ------------------------------------ | ---- | ----- | ----- |
|           | Donato Buccini ✔️ Sindaco    | 90                       | 52,63                    | 83      | 49,70   | CambiaMenti per il comune di Bisegna | 83   | 49,70 | 7     |
|           | Maurizio Antonio Mario Conte | 81                       | 47,37                    | 83      | 49,70   | La rondine                           | 83   | 49,70 | 3     |
|           | Eliseo D'Arcangelo           | Eliseo D'Arcangelo       | Eliseo D'Arcangelo       | 1       | 0,60    | Per cambiare Bisegna                 | 1    | 0,60  | –     |
|           | Luca Saturnini               | Luca Saturnini           | Luca Saturnini           | 0       | 0,00    | Insieme                              | 0    | 0,00  | –     |
|           | Gennaro Toscani              | Gennaro Toscani          | Gennaro Toscani          | 0       | 0,00    | Insieme si può                       | 0    | 0,00  | –     |
|           | Maria Imola Caparco          | Maria Imola Caparco      | Maria Imola Caparco      | 0       | 0,00    | La scelta giusta                     | 0    | 0,00  | –     |
|           | Francesco Elia De Petris     | Francesco Elia De Petris | Francesco Elia De Petris | 0       | 0,00    | Uniti in concordia                   | 0    | 0,00  | –     |
|           | Ivan Antonio Minchella       | Ivan Antonio Minchella   | Ivan Antonio Minchella   | 0       | 0,00    | Impegno cittadino bene comune        | 0    | 0,00  | –     |
|           | Oberdan Faiola               | Oberdan Faiola           | Oberdan Faiola           | 0       | 0,00    | Bisegna 2025                         | 0    | 0,00  | –     |
|           | Antonio Steggi               | Antonio Steggi           | Antonio Steggi           | 0       | 0,00    | Italia dei diritti                   | 0    | 0,00  | –     |
|           | Rocco Vizzaccaro             | Rocco Vizzaccaro         | Rocco Vizzaccaro         | 0       | 0,00    | Destra sociale                       | 0    | 0,00  | –     |
|           | Fabio Vellone                | Fabio Vellone            | Fabio Vellone            | 0       | 0,00    | +Verde                               | 0    | 0,00  | –     |
|           | Marco Zoppini                | Marco Zoppini            | Marco Zoppini            | 0       | 0,00    | Progetto popolare                    | 0    | 0,00  | –     |
|           | Giuseppe Ferrante            | Giuseppe Ferrante        | Giuseppe Ferrante        | 0       | 0,00    | Sanniti                              | 0    | 0,00  | –     |
|           | Attilio Di Maggio            | Attilio Di Maggio        | Attilio Di Maggio        | 0       | 0,00    | Progetto Italia                      | 0    | 0,00  | –     |
|           | Angelo Nardella              | Angelo Nardella          | Angelo Nardella          | 0       | 0,00    | Fiamma Tricolore                     | 0    | 0,00  | –     |
|           | Pietro Angelo Lombardo       | Pietro Angelo Lombardo   | Pietro Angelo Lombardo   | 0       | 0,00    | Insieme per il futuro                | 0    | 0,00  | –     |
|           | Ivan Balassone               | Ivan Balassone           | Ivan Balassone           | 0       | 0,00    | Lista alfa                           | 0    | 0,00  | –     |
|           | Marika Donato                | Marika Donato            | Marika Donato            | 0       | 0,00    | Progresso                            | 0    | 0,00  | –     |
|           | Carlo De Sanctis             | Carlo De Sanctis         | Carlo De Sanctis         | 0       | 0,00    | Libertas Democrazia Cristiana        | 0    | 0,00  | –     |
|           | Giorgio Cefalù               | Giorgio Cefalù           | Giorgio Cefalù           | 0       | 0,00    | Si impegno civico                    | 0    | 0,00  | –     |
|           | Massimo Pietrangeli          | Massimo Pietrangeli      | Massimo Pietrangeli      | 0       | 0,00    | Italexit per l'Italia                | 0    | 0,00  | –     |
|           | Emanuele Burchini            | Emanuele Burchini        | Emanuele Burchini        | 0       | 0,00    | Uniti per cambiare                   | 0    | 0,00  | –     |
|           | Gaetano Mercore              | Gaetano Mercore          | Gaetano Mercore          | 0       | 0,00    | La svolta                            | 0    | 0,00  | –     |
|           | Luca Maggio                  | Luca Maggio              | Luca Maggio              | 0       | 0,00    | DMS Movimento Democrazia sociale     | 0    | 0,00  | –     |
| Totale    | Totale                       | 171                      | 100                      | 167     | 100     |                                      | 167  | 100   | 10    |

## Provincia di Chieti

### Ortona
| Candidati                          | Candidati                  | II turno             | II turno         | I turno | I turno | Liste                       | Voti   | %    | Seggi |
| Candidati                          | Candidati                  | Voti                 | %                | Voti    | %       | Liste                       | Voti   | %    | Seggi |
| ---------------------------------- | -------------------------- | -------------------- | ---------------- | ------- | ------- | --------------------------- | ------ | ---- | ----- |
|                                    | Angelo di Nardo ✔️ Sindaco | 6 447                | 62,07            | 3 512   | 26,93   | Fratelli d'Italia           | 1 215  | 9,87 | 4     |
| Città che Amo                      | Angelo di Nardo ✔️ Sindaco | 6 447                | 62,07            | 3 512   | 26,93   | 730                         | 5,93   | 2    |       |
| Forza Giusta per Ortona            | Angelo di Nardo ✔️ Sindaco | 6 447                | 62,07            | 3 512   | 26,93   | 690                         | 5,61   | 2    |       |
| Di Nardo Sindaco                   | Angelo di Nardo ✔️ Sindaco | 6 447                | 62,07            | 3 512   | 26,93   | 574                         | 4,66   | 2    |       |
| Totale liste                       | Angelo di Nardo ✔️ Sindaco | 6 447                | 62,07            | 3 512   | 26,93   | 3 209                       | 26,07  | 10   |       |
|                                    | Nicola Fratino             | 3 939                | 37,93            | 3 025   | 23,20   | Forza Italia - PPE          | 1 167  | 9,48 | 1     |
| Alleanza per Ortona                | Nicola Fratino             | 3 939                | 37,93            | 3 025   | 23,20   | 846                         | 6,87   | –    |       |
| Unione di Centro - Ortona Popolare | Nicola Fratino             | 3 939                | 37,93            | 3 025   | 23,20   | 626                         | 5,09   | –    |       |
| Lega Salvini Abruzzo               | Nicola Fratino             | 3 939                | 37,93            | 3 025   | 23,20   | 384                         | 3,12   | –    |       |
| Noi Moderati                       | Nicola Fratino             | 3 939                | 37,93            | 3 025   | 23,20   | 197                         | 1,60   | –    |       |
| Seggio di coalizione               | Seggio di coalizione       | Seggio di coalizione | 37,93            | 3 025   | 23,20   | 1                           |        |      |       |
| Totale liste                       | Nicola Fratino             | 3 939                | 37,93            | 3 025   | 23,20   | 3 210                       | 26,08  | 1    |       |
|                                    | Ilario Cocciola            | Ilario Cocciola      | Ilario Cocciola  | 2 627   | 20,15   | Partito Democratico         | 828    | 6,73 | 1     |
| Il Faro                            | Ilario Cocciola            | Ilario Cocciola      | Ilario Cocciola  | 2 627   | 20,15   | 617                         | 5,01   | –    |       |
| Azione                             | Ilario Cocciola            | Ilario Cocciola      | Ilario Cocciola  | 2 627   | 20,15   | 334                         | 2,71   | –    |       |
| Alleanza Verdi e Sinistra          | Ilario Cocciola            | Ilario Cocciola      | Ilario Cocciola  | 2 627   | 20,15   | 279                         | 2,27   | –    |       |
| Centro Democratico                 | Ilario Cocciola            | Ilario Cocciola      | Ilario Cocciola  | 2 627   | 20,15   | 145                         | 1,18   | –    |       |
| Seggio di coalizione               | Seggio di coalizione       | Seggio di coalizione | Ilario Cocciola  | 2 627   | 20,15   | 1                           |        |      |       |
| Totale liste                       | Ilario Cocciola            | Ilario Cocciola      | Ilario Cocciola  | 2 627   | 20,15   | 2 203                       | 17,90  | 1    |       |
|                                    | Leo Castiglione            | Leo Castiglione      | Leo Castiglione  | 1 689   | 12,95   | Cittadini Consapevoli       | 540    | 4,39 | –     |
| Il Comune delle Idee               | Leo Castiglione            | Leo Castiglione      | Leo Castiglione  | 1 689   | 12,95   | 529                         | 4,30   | –    |       |
| Energie Nuove                      | Leo Castiglione            | Leo Castiglione      | Leo Castiglione  | 1 689   | 12,95   | 500                         | 4,06   | –    |       |
| Coerenza Civica                    | Leo Castiglione            | Leo Castiglione      | Leo Castiglione  | 1 689   | 12,95   | 134                         | 1,09   | –    |       |
| Seggio di coalizione               | Seggio di coalizione       | Seggio di coalizione | Leo Castiglione  | 1 689   | 12,95   | 1                           |        |      |       |
| Totale liste                       | Leo Castiglione            | Leo Castiglione      | Leo Castiglione  | 1 689   | 12,95   | 1 703                       | 13,84  | –    |       |
|                                    | Cristiana Canosa           | Cristiana Canosa     | Cristiana Canosa | 1 482   | 11,37   | Cristiana Canosa Sindaco    | 405    | 3,29 | –     |
| Ortona Protagonista                | Cristiana Canosa           | Cristiana Canosa     | Cristiana Canosa | 1 482   | 11,37   | 388                         | 3,15   | –    |       |
| Pari Opportunità                   | Cristiana Canosa           | Cristiana Canosa     | Cristiana Canosa | 1 482   | 11,37   | 368                         | 2,99   | –    |       |
| Fare per Contrade e Quartieri      | Cristiana Canosa           | Cristiana Canosa     | Cristiana Canosa | 1 482   | 11,37   | 307                         | 2,49   | –    |       |
| Seggio di coalizione               | Seggio di coalizione       | Seggio di coalizione | Cristiana Canosa | 1 482   | 11,37   | 1                           |        |      |       |
| Totale liste                       | Cristiana Canosa           | Cristiana Canosa     | Cristiana Canosa | 1 482   | 11,37   | 1 468                       | 11,93  | –    |       |
|                                    | Nicola Napolione           | Nicola Napolione     | Nicola Napolione | 467     | 3,58    | Movimento 5 Stelle          | 357    | 2,90 | –     |
|                                    | Nicola Primavera           | Nicola Primavera     | Nicola Primavera | 238     | 1,83    | Partito Socialista Italiano | 159    | 1,29 | –     |
| Totale                             | Totale                     | 10 386               | 100              | 13 040  | 100     |                             | 12 309 | 100  | 16    |
|                                    |                            |                      |                  |         |         |                             |        |      |       |
| Schede bianche                     | Schede bianche             | 633                  | 5,41             | 47      | 0,35    |                             |        |      |       |
| Schede nulle                       | Schede nulle               | 675                  | 5,77             | 283     | 2,11    |                             |        |      |       |
| Votanti                            | Votanti                    | 11 694               | 53,16            | 13 388  | 60,86   |                             |        |      |       |
| Elettori                           | Elettori                   | 21 997               |                  | 21 997  |         |                             |        |      |       |
|                                    |                            |                      |                  |         |         |                             |        |      |       |
| Fonte: Ministero dell'interno      |                            |                      |                  |         |         |                             |        |      |       |